# Povrtna riga
Povrtna riga (sjetvena riga, rigula, rikula, rokula, lat. Eruca vesicaria), jednogodišnja biljka, jedna je od četiri priznate vrste u rodu riga (Eruca), porodica kupusovke (Brassicaceae). 
Rigula naraste do 100 cm visine. Uzgaja se na Mediteranu još od Rimskog doba. Listovi se koriste u salatama, a i sjeme se može koristiti kao začin, i za izradu senfa.
Eruca sativa Mill., sinonim je za podvrstu Eruca vesicaria subsp. sativa (Mill.) Thell., koja se također uzgaja u Hrvatskoj.
- Stanište
- Cvijet
- Plod

## Podvrste
- Eruca vesicaria subsp. sativa (Mill.) Thell.
- Eruca vesicaria subsp. vesicaria